# US Open 2007 (Badminton)
Die US Open 2007 im Badminton fanden vom 27. August bis 1. September 2007 in Orange statt.

## Austragungsort
Orange County Badminton Club, Orange

## Sieger und Platzierte
| Disziplin    | Gold                         | Silber                          | Bronze                            |
| ------------ | ---------------------------- | ------------------------------- | --------------------------------- |
| Herreneinzel | Lee Tsuen Seng               | Yousuke Nakanishi               | Andrew Dabeka                     |
| Herreneinzel | Lee Tsuen Seng               | Yousuke Nakanishi               | Richard Vaughan                   |
| Dameneinzel  | Jun Jae-youn                 | Lee Yun-hwa                     | Elizabeth Cann                    |
| Dameneinzel  | Jun Jae-youn                 | Lee Yun-hwa                     | Pai Min-jie                       |
| Herrendoppel | Tadashi Ohtsuka Keita Masuda | Howard Bach Khankham Malaythong | Tony Gunawan Raju Rai             |
| Herrendoppel | Tadashi Ohtsuka Keita Masuda | Howard Bach Khankham Malaythong | Naoki Kawamae Keishi Kawaguchi    |
| Damendoppel  | Miyuki Maeda Satoko Suetsuna | Aki Akao Tomomi Matsuda         | Ha Jung-eun Hwang Yu-mi           |
| Damendoppel  | Miyuki Maeda Satoko Suetsuna | Aki Akao Tomomi Matsuda         | Joo Hyun-hee Oh Seul-ki           |
| Mixed        | Keita Masuda Miyuki Maeda    | Howard Bach Eva Lee             | Kennevic Asuncion Kennie Asuncion |
| Mixed        | Keita Masuda Miyuki Maeda    | Howard Bach Eva Lee             | Tony Gunawan Minarti Timur        |

## Finalergebnisse
| Disziplin    | Sieger                       | Finalist                        | Ergebnis            |
| ------------ | ---------------------------- | ------------------------------- | ------------------- |
| Herreneinzel | Lee Tsuen Seng               | Yousuke Nakanishi               | 21–14, 21–10        |
| Dameneinzel  | Jun Jae-youn                 | Lee Yun-hwa                     | 21–18, 21–16        |
| Herrendoppel | Tadashi Ohtsuka Keita Masuda | Howard Bach Khankham Malaythong | 21–18, 21–11        |
| Damendoppel  | Miyuki Maeda Satoko Suetsuna | Aki Akao Tomomi Matsuda         | 16–21, 21–14, 21–15 |
| Mixed        | Keita Masuda Miyuki Maeda    | Howard Bach Eva Lee             | 19–21, 21–11, 21–19 |